# Compagnie
Der Firmenzusatz Compagnie, Co. oder Cie. abgekürzt, ist im Handelsrecht ein Hinweis auf die Rechtsform von Personengesellschaften mit mehr als zwei Gesellschaftern. Das Kürzel wird in der Regel am Ende eines Namens nach einem Et-Zeichen angefügt (& Co.). Die Maria Mustermann, Max Mustermann & Co. Steuerberater GbR besteht also außer Maria und Max Mustermann noch aus weiteren Gesellschaftern.
Die Abkürzung Cie. wurde bis in das 19. Jahrhundert im gesamten deutschsprachigen Raum gebraucht. Heute ist in Deutschland und Österreich die Abkürzung Co. üblich. Aus Gründen der Tradition wird Cie. jedoch in einigen Firmen weitergeführt, etwa bei der Privatbank Sal. Oppenheim jr. & Cie. KGaA oder dem Hausgerätehersteller Miele & Cie. KG.  In der Schweiz und Frankreich ist Cie. noch heute gebräuchlich. 
Die Zusätze Co. oder Cie. sind seit dem Handelsrechtsreformgesetz vom 22. Juni 1998 als Hinweis auf die konkrete Rechtsform gesetzlich vorgeschrieben.
Bei der GmbH & Co. KG handelt es sich um eine spezielle Form der Kommanditgesellschaft. Statt einer natürlichen Person fungiert bei dieser Rechtsform eine Kapitalgesellschaft und somit eine juristische Person als Komplementär: die Gesellschaft mit beschränkter Haftung (GmbH). So ergibt sich als Rechtsform eine Personengesellschaft, bei der trotzdem keine natürliche Person mit ihrem gesamten Vermögen haftet. Eine GmbH & Co. KG muss daher gem. § 19 Abs. 2 HGB als solche gekennzeichnet werden, um Geschäftspartner auf die Haftungsbeschränkung hinzuweisen.